# Edificio histórico Joseph T. Smitherman
El Edificio histórico Joseph T. Smitherman, también conocido por una variedad de otros nombres a lo largo de su historia, es un edificio histórico de estilo neogriego ubicado en Selma, Alabama, Estados Unidos. Completado en 1847, ha cumplido muchas funciones en los más de 160 años de su existencia. El edificio fue agregado al Registro Nacional de Lugares Históricos el 20 de junio de 1975, debido a su importancia arquitectónica e histórica. Actualmente alberga el Museo Vaughan-Smitherman, un museo que representa la historia de Selma.

## Historia
El edificio fue completado por Selma Fraternal Lodge N.º 27 de los Masones Libres y Aceptados en 1847. La organización hizo que se construyera a un costo de $15,000 para que sirviera como escuela para huérfanos e hijos de masones indigentes. Abrió sus puertas por primera vez en octubre de 1848 como el Instituto Masónico Central. La escuela no fue un éxito y, a los pocos años, los masones perdieron la hipoteca de la propiedad. La estructura se utilizó a continuación como hospital confederado durante la guerra civil estadounidense. Sobrevivió a la Batalla de Selma cerca del final de la guerra y sirvió como Hospital de la Oficina de Freedman durante un corto tiempo después de ella. Luego fue comprado por líderes cívicos locales en un esfuerzo por atraer la sede del condado de Dallas de Cahaba a Selma. El esfuerzo tuvo éxito, y Selma se convirtió en la sede del gobierno del condado en 1866. El edificio sirvió como Palacio de justicia del condado de Dallas hasta 1902, cuando se construyó un nuevo juzgado en la esquina de Alabama Avenue y Lauderdale Street.
Los fideicomisarios de la finca Henry W. Vaughan compraron el edificio por $5,025 en 1904 y alquilaron el antiguo palacio de justicia a una nueva escuela, el Instituto Militar de Selma. La escuela militar usó el edificio hasta 1908, cuando se trasladó a lo que ahora es el edificio administrativo en el Hogar de Niños Metodistas Unidos en North Broad Street. Los fideicomisarios luego convirtieron el espacio en un nuevo hospital, Vaughan Memorial Hospital, en 1911. El hospital ocupó el edificio hasta 1960, cuando se completó un nuevo edificio en West Dallas Avenue. El edificio estuvo vacío y abandonado hasta 1969, cuando la ciudad de Selma, el condado de Dallas y la Autoridad de Vivienda de Selma lo compraron por $82,500. Esto se hizo bajo el liderazgo de Joseph Smitherman, el alcalde de Selma en ese momento. La instalación reabrió como Edificio Histórico y Cívico el 16 de mayo de 1971. Fue rebautizado en honor a Smitherman por el Ayuntamiento de Selma en 1979, por su papel en la conservación y restauración del edificio.

## Descripción
La estructura de ladrillo rojo de tres pisos está construida en el estilo neogriego que era popular en el momento de su construcción. Es más notable por su pórtico tetrástilo ubicado en el centro, que utiliza columnas jónicas monumentales. La mampostería a la vista de la fachada de siete bahías utiliza la unión de la camilla, con una hilera de cinturón entre cada piso. El pórtico con frontón cubre las tres bahías centrales, con balcones en cada nivel superior que se extienden a lo ancho y a la profundidad del área cubierta. Las barandas de hierro forjado del balcón utilizan un diseño con un patrón de diamante abierto, también conocido como balaustre de pata de gallo.

## Museo Vaughan-Smitherman
El edificio ahora alberga el Museo Vaughan-Smitherman. El primer piso contiene la colección de la Guerra Civil del museo y documentos relacionados con la esclavitud. El segundo está dedicado a una colección política. El tercer piso está configurado como hospital, como pudo haber aparecido mientras estaba en uso como Vaughan Memorial Hospital. Además, el museo tiene muebles antiguos de mediados del siglo XIX, una colección de artefactos nativo americanos, salas de reuniones para clubes y grupos cívicos y salones para eventos sociales.